# كريستي ماكدونالد
كريستي ماكدونالد هي مغنية أوبرا ومغنية كندية، ولدت في 28 فبراير 1875 في Pictou ‏ في كندا، وتوفيت في 25 يوليو 1962 في فيرفيلد في الولايات المتحدة.

## وصلات خارجية
- كريستي ماكدونالد على موقع ميوزك برينز (الإنجليزية)
- كريستي ماكدونالد على موقع قاعدة بيانات برودواي على الإنترنت (الإنجليزية)